# Union (Connecticut)
Union és una població dels Estats Units a l'estat de Connecticut. Segons el cens del 2000 tenia 693 habitants.

## Demografia
Segons el cens del 2000, Union tenia 693 habitants, 285 habitatges, i 200 famílies. La densitat de població era de 9,3 habitants/km².
Dels 285 habitatges en un 27,4% hi vivien nens de menys de 18 anys, en un 64,6% hi vivien parelles casades, en un 4,6% dones solteres, i en un 29,5% no eren unitats familiars. En el 22,5% dels habitatges hi vivien persones soles el 4,9% de les quals corresponia a persones de 65 anys o més que vivien soles. El nombre mitjà de persones vivint en cada habitatge era de 2,43 i el nombre mitjà de persones que vivien en cada família era de 2,87.
Per edats la població es repartia de la següent manera: un 21,5% tenia menys de 18 anys, un 3,3% entre 18 i 24, un 34,6% entre 25 i 44, un 28,7% de 45 a 60 i un 11,8% 65 anys o més.
L'edat mediana era de 40 anys. Per cada 100 dones de 18 o més anys hi havia 103 homes.
La renda mediana per habitatge era de 58.214 $ i la renda mediana per família de 65.417 $. Els homes tenien una renda mediana de 48.021 $ mentre que les dones 35.469 $. La renda per capita de la població era de 27.900 $. Aproximadament el 2% de les famílies i el 3,5% de la població estaven per davall del llindar de pobresa.